# 幸運兔奧斯華
幸運兔奧斯華（英語：Oswald the Lucky Rabbit），俗稱奧斯華，是一個於1927年由華特·迪士尼和乌布·伊沃克斯於華特迪士尼動畫工作室在早期所創作的卡通形象。曾主演了幾部在影院上映的動畫短片。
幸運兔奧斯華上映之後，便開始受到觀眾歡迎，與奧斯華有關的影集已經出了26集，周邊商品也大受歡迎。
在1928年華特前往紐約與 Charles Mintz 商量下一個合約，華特希望能提高購買價錢時，Charles Mintz 卻反過來要求降低2成的費用，並表示已經買通了迪士尼內部的多數動畫師，對於幸運兔奧斯華的製作已不需經過華特迪士尼動畫工作室的許可，導致華特·迪士尼于1928年2月失去了版權。
在1928年版權被環球影業奪取，催生了華特迪士尼的新吉祥物米奇老鼠。2006年後華特迪士尼動畫工作室透過與環球影業的交易，拿回了幸運兔奧斯華的版權。

## 由來
華特迪士尼動畫工作室最早期的作品為真人和動畫合演的《愛麗絲喜劇》，但因為製作成本相當昂貴，外加此拍攝手法已不再流行，於是華特·迪士尼在1927年將愛麗絲在卡通國的系列卡通給中止，轉而專注製作動畫。
當時華特迪士尼動畫工作室的最大買家為環球影業。因市面上已有許多關於貓的卡通，他們希望迪士尼創作一部以兔子為主角的動畫，而迪士尼也應買家環球的需求，華特·迪士尼與公司內部的動畫師乌布·伊沃克斯創作出了一隻兔子。迪士尼本人希望這隻兔子能給公司帶來幸運，便將其取名為幸運兔奧斯華。
原先迪士尼的動畫群試做了第一部作品《可憐的爸爸》，但因為奧斯華在片中被設定的太過老氣，劇情也太過嚇人，因此被環球影業退件，迪士尼工作室只好再製作另一部作品《小車故障》 ，而從這部作品上映之後，奧斯華便開始受到觀眾的歡迎，到1928年2月為止，與奧斯華有關的影集已經出了26集，周邊商品也大受歡迎。
但華特·迪士尼前往紐約與環球影業經理查理斯明茲(Charles Mintz)商量下一個合約內容，並希望能提高購買價錢時，明茲卻反過來要求降低2成的費用，並表示已經買通了迪士尼內部的多數動畫師，對於幸運兔奧斯華的製作已不需經過華特迪士尼動畫工作室的許可，這不但導致了華特·迪士尼失去了版權，也失去了大量優秀的動畫師，不過也讓華特·迪士尼知曉了版權的重要性，也讓他再此催生了新的動畫角色，也就是後來紅遍全世界的米奇老鼠。
2006年，華特迪士尼動畫工作室旗下的美國廣播公司，其廣播員Al Michaels被交易給了NBC環球，而NBC環球向迪士尼公司提供了交易清單，其中包含了幸運兔奧斯華的版權，於是迪士尼取回了失去許久的幸運兔奧斯華，並在同年發行了收錄當年26部影集的影音光碟。

## 特色
造型與早期的米奇老鼠相當類似，除了臉部和身上的衣物外皆為黑色。個性較弟弟米奇來的淘氣與脾氣火爆，相對於米奇的專情，在劇中時常對不同的女性角色獻殷情，更常與她們接吻的奧斯華簡直就是個花花公子。但隨著製作人的更換，早期關於成人黑色幽默和接吻之類等兒童不宜的鏡頭漸漸消失，造型與動畫內容逐漸傳換為兒童性質，但也因此流失了觀眾。

## 歷史

### 華特迪士尼時期
動畫系列從1927年開此製作，包括第1部試做且未公開的《可憐的爸爸》，自第2部作品《小車故障》 公開之後立即受到觀眾的歡迎，華特迪士尼動畫工作室也第一次為自己所出產的卡通人物發行周邊商品，奧斯華的人氣扶搖直上。1928年2月，華特·迪士尼利用結婚三周年的機會，順道前往紐約與環球影業經理兼發行人查理斯明茲（Charles Mintz）見面，商量接下來關於奧斯華動畫的合約內容，並希望能環球影業能提高購買價錢，但明茲卻以不符成本為由，反過來要求華特·迪士尼再把費用降低2成，華特·迪士尼不同意，並與明茲鬧翻，此時明茲表示已經買通了迪士尼內部的多數動畫師，對於幸運兔奧斯華的製作已不需經過華特迪士尼動畫工作室的許可，而華特·迪士尼不但失去了版權，自身工作室的員工也只剩下烏布·伊沃克斯和兩名助手，當晚再回堪薩斯的火車上，偶然見到車上的一隻老鼠，便給了他製作新動畫角色的靈感。
因為這次的慘痛經驗，華特迪士尼動畫工作室自此制定了相當嚴格，戲稱「米老鼠保護法」的版權管理機制，以防止類似事件再次發生。

### 查理斯明茲時期
在1928年查理斯明茲得到奧斯華的版權後，便成立了自己的制片廠，雇用原本的迪士尼員工們繼續製作奧斯華系列的動畫，在1929年成功製作了奧斯華的第一部有聲動畫“Hen Fluit”。隨著時間過去，查理斯明茲手下的動畫師們對動畫的製作開始產生了歧見，在政策上也引起了紛爭，這使環球影業創辦人卡爾·拉姆勒非常不滿，於是將明茲的合約給終止，由環球影業接手製作奧斯華系列。

### 環球影業時期
在1929年由環球影業接收後，卡爾·拉姆勒因為輸掉了賭注，所以便把奧斯華系列交給沃爾特·朗茲製作，在1934年的“Toyland Premiere”發行彩色動畫，此時是風格變化最大也最多次的時期，因早期劇中的成人黑色幽默風格已不復存在，觀眾也逐漸的流失，而到1934年演出“The Egg Cracker Suite”，以及客串1951年啄木鳥伍迪的“The Woody Woodpecker Polka”後，正式從螢幕上消失。

### 回到華特迪士尼影業後的發展

奧斯華於傳奇米奇中的樣貌

2006年，在與環球影業交易並拿回版權後，在同年發行了收錄當年26部影集的影音光碟。
自2010年年代開始，亦開始東京迪士尼樂園的春季遊行-復活節巡禮上的花車中出現，同年登場於以任天堂遊戲機Wii為平台的傳奇米奇上登場；他因被明茲搶去版權而被人遺忘、而愛妻奧西亞Ortensia更被米奇意外做出的怪物 The Shadow Blot 石化的悲慘經歷，很快重新得到年輕粉絲的熱愛，雖然因為米奇「毀了他的家庭及他應有的一切」，一度遷怒於米奇，但最後仍肯原諒米奇並成為其哥哥。
2013年上映冰雪奇緣時，亦有在附贈短片《米奇拯救米妮大作戰》中短暫現身。
原定在2020年度在Disney+奧斯華有其新短片系列，可惜被新冠肺炎拖累而取消。不過在2022年12月，迪士尼官方Youtube推出他的95周年復古風卡通，之後於2023年兔年，紀梵希與奧斯華合作推出休閑風時尚，另外與奧西亞在農曆新年期間在加州迪士尼樂園以新春主題中現身。